# Enyalius bilineatus
Enyalius bilineatus (Duméril & Bibron, 1837) é uma espécie de lagarto de pequeno porte da família Leiosauridae. É um animal de hábito semi-arborícola endêmico da América do Sul (Rodrigues et al., 2014) de ampla distribuição no Brasil. É encontrado principalmente em ambientes de Mata Atlântica e de florestas ripárias do Cerrado.

## Características gerais
Além do dimorfismo entre machos e fêmeas quanto ao padrão de coloração característicos das espécies do gênero, E. bilineatus apresenta diferenças morfológicas onde fêmeas exibem tamanhos corporais maiores que os machos, sendo que estes  tendem a ser territorialistas. De qualquer forma, parece que as forças seletivas que favorecem o tamanho corpóreo maior foram mais intensas para as fêmeas do que para os machos durante a história evolutiva de tais lagartos. (ETHERIDGE, 1969; JACKSON, 1978; TEIXEIRA et al. 2005).
Com relação a o grau de ameaça da espécie ela se encontra categoria de baixo risco da IUCN, pois não há dados suficientes sobre a espécie

## Local de Ocorrência
Enyalius bilineatus ocorre nas regiões sul e centro-oeste brasileiro e na porção sul do estado da Bahia. Ele vive em ambientes florestais da Mata Atlântica e mata ripária do Cerrado, podendo ser encontrado em Minas Gerais, Espírito Santo. Em Minas Gerais, foram encontradas incidências das espécies em terrenos de afloramentos rochosos e em campos abertos de gramíneas. Há também evidências de ocorrências em zonas de transição entre o Cerrado e a Caatinga no estado da Bahia.

## Hábitos alimentares
A espécie apresenta uma dieta artrópode generalista, podendo ser verificada a dieta de diversas ordens de inseto. A maior parte da alimentação dessa espécie provém de insetos da ordem Orthoptera, Hymenoptera (especialmente formigas) e subordem Dictyoptera (Zamprogno et al., 2001), entretanto é comumente observada a ingestão de Hemipteras, larvas de Lepidopteras e Coleópteras, podendo variar dependendo da fauna local.